# Jan de Vries (burgemeester)
Mr. Jan de Vries (Meester Cornelis, 4 januari 1925 – Zutphen, 4 oktober 2012) was een Nederlandse politicus (PvdA).
In 1967 werd hij de burgemeester van de gemeenten Vuren en Herwijnen. Als burgemeester van Herwijnen verkreeg hij landelijke bekendheid, toen hij weigerde om het Ministerie van Binnenlandse Zaken informatie te verschaffen over zijn dorpsgenoot Rudie van Meurs, destijds journalist bij Vrij Nederland. Hij vroeg zich af: ‘Democratie is een openbare aangelegenheid, mag je dan gehoor geven aan acties van de BVD, die op geheime wijze gegevens verzamelt?’ Door zijn stevige houding kwam boven water dat die dienst onderzoek naar deze journalist instelde.
Bij de voorbereiding van de gemeentelijke herindeling van Asperen, Vuren, Herwijnen, Heukelum en Spijk speelde hij een belangrijke rol door ervoor te lobbyen dat de nieuwe kwartetgemeente Lingewaal Gelders zou blijven. Het is gelukt, hoewel het tot de gemeente Vuren behorende Dalem als wisselgeld aan de gemeente Gorinchem en dus de provincie Zuid-Holland moest worden afgestaan.
In september 1981 volgde zijn benoeming tot burgemeester van de gemeente Zutphen wat hij tot 1989 zou blijven. De Vries overleed in 2012 te Zutphen en is begraven op de Algemene Begraafplaats Heiderust in Rheden.

## Sinterklaas
Als burgemeester van Zutphen haalde De Vries in 1986 live op televisie Sinterklaas binnen in Zutphen. Het was het eerste jaar dat de rol van Sinterklaas toen door Bram van der Vlugt gespeeld werd. De Vries had tijdens deze intocht twee kinderen bij zich en een van die twee was de toen negenjarige Jochem Myjer. Ruim 20 jaar later zou die als Pietje Paniek in het Sinterklaasjournaal zitten en ook meedoen aan de landelijke intocht.